# Liste der Einträge im National Register of Historic Places im Coosa County
Die Liste der Registered Historic Places im Coosa County in Alabama führt alle Bauwerke und historischen Stätten im Coosa County auf, die in das National Register of Historic Places aufgenommen wurden.

## Aktuelle Einträge
| Lfd. Nr. | Name              | Bild | Datum der Eintragung | Adresse/Lage                                           | Ort      | ID-Nr.   | Beschreibung |
| -------- | ----------------- | ---- | -------------------- | ------------------------------------------------------ | -------- | -------- | ------------ |
| 1        | Coosa County Jail |      | 20. Juni 1974        | nordwestlich der Kreuzung von AL-22 und Jackson Street | Rockford | 74000407 |              |